# Thomas Domian
Thomas Domian (født 5. juli 1964 i Gelsenkirchen, Vesttyskland) er en tysk tidligere roer og olympisk guldvinder.
Domian roede otter i slutning af 1980'erne og var med til at blive nummer seks ved VM i både 1986 og 1987. Hans båd blev vesttysk mester i 1988 og deltog derpå i OL 1988 i Seoul, hvor de ikke var blandt favoritterne. De overraskede dog i indledende runde ved at vinde deres heat med mere end halvandet sekunds forspring til de øvrige deltagere. I finalen tog de hurtigt føringen og gav aldrig slip på den igen. I mål var de næsten to sekunder foran de øvrige deltagere, hvor Sovjetunionen akkurat sikrede sig sølvet foran USA. De øvrige i den vesttyske vinderbåd var Eckhardt Schultz, Bahne Rabe, Wolfgang Maennig, Matthias Mellinghaus, Thomas Möllenkamp, Ansgar Wessling, Armin Eichholz og styrmand Manfred Klein.
I sit civile liv blev Domian formue- og investeringsrådgiver, først i Dresdner Bank, senere i sit eget konsulentfirma.

## OL-medaljer
- 1988:  Guld i otter